# Prepositivo
Il prepositivo è uno dei sei casi fondamentali del russo, ed è presente in altre lingue slave. Ha le funzioni del caso locativo di altre lingue, venendo definito per questo anche secondo locativo, e del complemento di argomento. Questo  particolare nome è dovuto al fatto che è usato unicamente come complemento a una preposizione.

## Formazione del caso prepositivo in russo

### Sostantivi
Nei sostantivi singolari, per formare il caso prepositivo, è generalmente aggiunta alla radice la desinenza -е . Le principali eccezioni sono i sostantivi femminili che terminano in ь (segno morbido), in cui il segno morbido è sostituito da и, al contrario, nei sostantivi maschili che terminano in ь si sostituisce il segno morbido con е; la desinenza femminile in ия , la cui desinenza viene cambiata in ии ; e i sostantivi neutri che terminano in ие , che cambiano la desinenza in ии .
Allo stesso modo, ci sono alcuni sostantivi che con le preposizioni в e на hanno un caso prepositivo che termina in -у accentuato. Ad esempio: сад (giardino) diventa в саду (nel giardino), лес (foresta) diventa в лесу (nella foresta) o год (anno) diventa в году (nell'anno). Tuttavia, quando usiamo queste parole precedute dalla preposizione о ('circa'), le decliniamo con la desinenza -е .
Nei sostantivi plurali invece, si aggiunge la desinenza -ах ai sostantivi che terminano con basi forti e -ях ai sostantivi che terminano con basi morbide.

### Aggettivi
Le desinenze del caso prepositivo negli aggettivi sono -ом per i generi maschile e neutro , -ой per il genere femminile e -ых per gli aggettivi plurali.
Allo stesso modo, gli aggettivi morbidi e quelli che terminano in ж, ч, ш, щ e ц , cambiano la "o" delle desinenze singolari in "e": -ем e -ей .
Similmente, gli aggettivi la cui radice termina in -к, -г, -х, -ш, -щ e ч non formano il plurale con -ых , ma con -их.

### Pronomi
La declinazione del caso prepositivo dei pronomi personali è la seguente:
| Nominativo          | Prepositivo | Nominativo          | Prepositivo |
| Я (Io)              | мне         | Мы (Noi)            | нас         |
| Ты (Tu)             | тебе        | Вы (Voi)            | вас         |
| Он (Lui)            | нëм         | Они (Loro)          | них         |
| Она (Lei)           | ней         | Кто (Loro)          | ком         |
| Оно (Egli - neutro) | нëм         | Что (Essi - neutro) | чëм         |

La declinazione del caso prepositivo dei pronomi possessivi è la seguente:
|             | Maschile     | Femminile    | Neutro       | Plurale      |
| Nominativo  | мой / наш    | моя / наша   | моë / наше   | мои / наши   |
| Prepositivo | моëм / нашем | моей / нашей | моëм / нашем | моих / наших |

La declinazione del caso prepositivo dei pronomi dimostrativi:
| (Questo)    | Maschile | Femminile | Neutro | Plurale |
| Nominativo  | этот     | эта       | это    | эти     |
| Prepositivo | этом     | этой      | этом   | этих    |

| (Quello)    | Maschile | Femminile | Neutro | Plurale |
| Nominativo  | тот      | та        | то     | те      |
| Prepositivo | том      | той       | том    | тех     |